# Morning Chronicle
O The Morning Chronicle foi um jornal com sede em Londres, Inglaterra.
O periódico foi fundado em 1769 e teve vida ativa até a década de 1860, pois foi neste período que aconteceram alguns cancelamentos de seus serviços como em 1862, e o recomeço em 1864 e novamente fechado em 1865.
Na primeira metade do século XIX, o Morning Chronicle foi o mais importante jornal londrino e durante toda a sua existência contou com a colaboração de personalidades (já famosos ou em formação) como William Woodfall, James Perry, John Black, Andrew Doyle, além de Charles Dickens.
Dickens foi um jovem repórter, contratado em 1832, que sob o pseudônimo de Boz, escreveu várias crônicas humorísticas, além de escrever os primeiros capítulos da história que mais tarde transformou-se em um livro: The Pickwick Papers.